# Euro Disney : L'Ouverture
Euro Disney : L'Ouverture est une émission de télévision internationale produite par Walt Disney Television et Buena Vista Productions pour Buena Vista International, diffusée en mondovision le samedi 11 avril 1992.
En France, elle est diffusée en première partie de soirée, de 20h50 à 23h00, le samedi 11 avril 1992 sur TF1 et présentée par Jean-Pierre Foucault, accompagné de David Hallyday.

## Synopsis
Il s'agit de la retransmission de l'inauguration officielle par Michael Eisner d'Euro Disney Resort, avec une multitude de petits reportages sur les animations du parc (Buffalo Bill, Pirates of the Caribbean, Star Tours: The Adventures Continue, du patinage par le duo Paul-Isabelle Duchesnay) et plusieurs concerts retransmis.
Les interprètes sont José Carreras, Cher (The Shoop Shoop Song), Gloria Estefan, les Gipsy Kings, Angela Lansbury (Beauty and the Beast), The Four Tops, The Temptations, Tina Turner, François Feldman (Joy), David Hallyday et Anne.

### Texte de l'annonce de l'émission dans leJournal de Mickey
Voici l'annonce faite dans le Journal de Mickey pour annoncer l'émission spéciale :

« 20.50 Cérémonie d'ouverture
45 caméras retransmettant leurs images en mondovision, des vedettes internationales réunies pour * 2 heures de direct. Tout cela réalisé depuis différents plateaux répartis dans les 5 parcs à thèmes d'Euro Disney, Jean-Pierre Foucault et David Hallyday en maîtres de cérémonie. Féériques !* 
A 21 heures, défilé des stars sur Main street tandis qu'au loin s'illuminera le château de la Belle au Bois Dormant.
Un quart d'heure plus tard, ce sera au tour de Frontierland d'être inauguré: canoës indiens et chercheurs d'or! Elton John, Tina Turner et Gloria Estefan chanteront avant que Mickey ne te présente en détail son nouveau domaine d'Euro Disney.
Pendant que le grand ténor José Carreras chantera (il sera environ * 21 heures), les champions sportifs feront leur apparition (Boris Becker, Jean-Claude Killy, les Duschenay, etc.) et te proposeront une visite guidée des hôtels qui, un jour sans doute, t'accueilleront.
Buffalo Bill et 150 chevaux et bisons feront leur entrée tandis que les corsaires d'Adventureland partiront à l'abordage d'un galion espagnol.
Entends-tu François Feldman et les Gipsy Kings ? Eux aussi seront de la fête! Discoveryland est l'un des centres d'attraction d'Euro Disney particulièrement passionnant: le monde de Jules Verne et des auteurs de science fiction. C'est Michel Piccoli qui te guidera, vers * 22 heures 30 avant que tu ne découvres les premières images de Captain Eo, le film en relief de Michael Jackson.
Le spectacle touchera à sa fin, il sera près de * 23 heures : Anne chantera "1,2,3..." et l'on entendra la voix de Walt Disney qui te souhaitera la bienvenue dans son monde magique! Quelle soirée! »

— Dans la Rubrique Télé du Journal de Mickey no 2077 du 10 avril 1992, page 70

## Fiche technique
- Titre : Euro Disney: Grand Opening / The Grand Opening of Euro Disney
- Autres titres :
  -  France : Euro Disney : l'Ouverture
- Série : Émission de télévision Disney
- Distributeur : Buena Vista International
- Date de diffusion : 11 avril 1992
- Durée : 120 min, en direct
- Langue :  allemand, anglais, espagnol, français et italien

### Équipe Internationale
- Réalisateur : Don Mischer, Gilles Amado
- Producteur Exécutif : Don Mischer
- Producteur : David J. Goldeberg
- Producteurs coordinateurs : Goof Bonnell et Nina Lederman
- Consultant en création : Bob Waldman
- Directeur musical : Glen Rover
- Designer lumière : Bob Dickinson, John Rook et Todd Nichols
- Producteurs des segments de films : Phil Saverick et Harry Arends
- Directeurs des unités secondaires : Ron Andreassen, Allan Karlan, Liz Plonka et Chuck Vinson
- Chorégraphe : Brian Rogers
- Designer de Production : Terry Ackland-Snow
- Designer  Costume : Sue Lecash
- Superviseur technique : Paul Boykin et Don Johnson
- Manager de production : Jane Marlin, Javier Vinnik, Eric Boutry et Jeoffrey Fisher
- Coordinateur du projet lumière : Philippe Leclerq
- Directeur Technique : Gene Crowe
- Mixer son : Ed Greene
- Ingénieur visuel : Mark Sanford
- Opérateurs de caméra : Tom Arnold, Eric Atlan, Geoff Brown, Jean-Marc Dubois, Mike Dugdabe, Peter Edwards, Paul Fitzgerald, Alex Gorsky, Larry Heider, Steve Jollyman, Bob Keys, Jean-Yves Lemener, Bill Philbin, Jean-Jacques Reverend, Sheldon, Sepp Thoma et Keith Valls
- Acteur jouant Jules Verns : Michel Valleto
- Moyens de Production : Carlton Television LTD et Video Communication  France

### Équipe française
- Réalisation : Gilles Amado
- Production : Béatrice Exposito
- Coordination : Florence Colar-Renaudal et Eric Briand
- Chargée de Production : Fabienne Presili
- Direction Technique : Hugues Stavaux
- Ingénieur de la vision : Serge Beaupère et Patrick Chaudron
- Magnétoscope : Laurent Brun
- Synthétiseur : Thierry Gourdal
- Effets spéciaux : Eric Patmonski
- Ingénieur du son : Jean-Louis Nathan, Laurent Moraldy et Jean-Michel Verne
- Cadreur : Laurent Grellet, Didier Riou, Lorraine Subra, Damien Lemoine, Cyril Tardivel et Fabien Dufor
- Électricien : Didier Kilpinen et Alain Tervissen
- Steadicam : Valentin Monge et Zoom N'Guyen
- Assistant de réalisation : Catherine Bénévant, Frédéric Taborin et Delphine Leroy
- Scripte : Clotilde Deflandre
- Coiffeur de Jean-Pierre Foucault : Franck Provost
- Tailleur de Jean-Pierre Foucault : Jacque Tath
- Remerciements : équipe de Buena Vista Europe dont Tim Marshall, Nathalie Carter et Benoit Peyrefitte et les Services Audiovisuels de la SNCF

## Distribution

### Émission américaine
L'émission est présentée par Don Johnson et Melanie Griffith

### Émission française
Jean-Pierre Foucault et David Hallyday ont présenté la soirée sur TF1 sous le nom : Euro Disney : L'ouverture.
L'émission diffuse des entretiens de Claude Lelouch, Christian Morin, Dick Rivers, Rosanna Arquette, Philippe Labro, Stéphane Tapie, Patrick Segal, Corinne Bouygues, Michael J. Fox, Yves Mourousi, Dominique Farrugia, Gina Lollobrigida, Stéphane Collaro, Eddie Barclay et Robert Fitzpatrick.

### Émission italienne
Fabrizio Frizzi et Milly Carlucci ont présenté la soirée en Italie, sur Rai Uno, sous le nom La grande notte di Eurodisney.